# فيل باروني
فيليب جورج باروني (بالإنجليزية: Philip George Baroni؛ مواليد 16 أبريل 1976) هو مُقاتل فنون قتالية مختلطة أمريكي.

## وصلات خارجية
- فيل باروني على موقع بوكس ريك (الإنجليزية) (registration required)
- فيل باروني على موقع يو إف سي (الإنجليزية)
- فيل باروني على موقع بيلاتور (الإنجليزية)
- فيل باروني على موقع شيردوغ (الإنجليزية)
- فيل باروني على موقع Tapology.com (الإنجليزية)
- فيل باروني على موقع IMDb (الإنجليزية)
- فيل باروني على موقع قاعدة بيانات الفيلم (الإنجليزية)